# زوق مکایل
زوق مکایل (به عربی: ذوق مکایل) یک منطقهٔ مسکونی در لبنان است که در استان جبل لبنان واقع شده‌است.